# ویلفرد آدی
ویلفرد آدی (انگلیسی: Wilfred Adey; ۶ ژوئیهٔ ۱۹۰۹ – ۱۹۷۵ (۶۵−۶۶ سال)) بازیکن فوتبال اهل بریتانیا بود.
از باشگاه‌هایی که در آن بازی کرده‌است می‌توان به باشگاه فوتبال بارنزلی، باشگاه فوتبال کارلایل یونایتد، باشگاه فوتبال آبردین، و باشگاه فوتبال شفیلد یونایتد اشاره کرد.